# Ciliolarina laricina
Ciliolarina laricina är en svampart som först beskrevs av Raitv., och fick sitt nu gällande namn av Svrcek 1977. Ciliolarina laricina ingår i släktet Ciliolarina och familjen Hyaloscyphaceae.  Arten är reproducerande i Sverige. Inga underarter finns listade i Catalogue of Life.